# Moirang
Moirang jest to miasto, a zarazem siedziba rady miejskiej powiatu Bishnupur w Indyjskim stanie Manipur. Moirang jest usytuowane w północno-wschodnich Indiach. Jest oddalone o 45 km od Imphalu, Manipur.
Nieopodal miasta znajduje się jezioro Loktak, źródło wody pitnej dla lokalnej ludności, a zarazem największe słodkowodne jezioro Indii